# Apostictopterus fuliginosus
Apostictopterus fuliginosus är en fjärilsart som beskrevs av John Henry Leech 1894. Apostictopterus fuliginosus ingår i släktet Apostictopterus och familjen tjockhuvuden. Inga underarter finns listade i Catalogue of Life.